# Chrysis vanlithi
Chrysis vanlithi (лат.) — вид ос-блестянок рода Chrysis из подсемейства Chrysidinae.

## Распространение
Западная Палеарктика: от центральной и северной Европы (Дания, Норвегия, Швеция) до юго-западной Азии. Редко встречающийся вид.

## Описание
Клептопаразиты ос: Ancistrocerus (Vespidae). Период лёта: июнь — июль. Длина — 7—10 мм. Ярко-окрашенные металлически блестящие осы. Тело узкое, вытянутое. Этот вид легко спутать с другими аналогично окрашенными видами группы C. ignita (например, C. borealis и C. schencki). Голова и мезосома дорсально тёмно-синие или почти чёрные со светло-синими или зеленоватыми отблесками в основном на переднеспинке. Тергиты золотисто-красные, а стерниты и ноги вентрально зеленоватые. Переднеспинка короткая (длина не более четверти ширины). Мандибула относительно тонкая, а скуловой промежуток длинный, примерно такой же длины, как и ширины у самки.